# زوزدا
زوزدا (به لاتین: Zvezda) یک منطقهٔ مسکونی در بلغارستان است که در روپچا واقع شده‌است.